# Hippocampus minotaur
Hippocampus minotaur is een  straalvinnige vissensoort uit de familie van zeenaalden en zeepaardjes (Syngnathidae). De wetenschappelijke naam van de soort is voor het eerst geldig gepubliceerd in 1997 door Gomon.
De soort staat op de Rode Lijst van de IUCN als Onzeker, beoordelingsjaar 2017.